# 尼尔球场
尼尔球场（英語：The Den）前稱新尼尔球场（The New Den），是位於英格蘭東南倫敦伯蒙德（Bermondsey）的足球運動場，全坐席可容20,146名觀眾，為米尔沃尔足球俱乐部的主場球場，尼尔球场距離舊尼尔球场約四分一英哩，是球隊自1885年在狗族島（Isle of Dogs）成立以來第六個主場球場。球場地盤原址為住房、一座教堂及名為「塞內加爾田野」（Senegal Fields）的遊樂場。

## 歷史
由於舊尼爾球場不可能重建為全坐席球場，1990年米禾爾決定搬遷到新建的球場，初時計畫新球場容量為25,000至30,000人，但球隊未能籌集額外的資金。米禾爾在1993年5月8日在舊尼爾球場進行最後一場賽事後，離開這個逗留了83年的主場球場，搬到四分一哩外新建的20,000座全坐席球場。秏資1,600萬英鎊的尼爾球場於8月4日由當時在野工黨領袖約翰·史密斯（John Smith）主持揭幕，其後安排對由博比·罗布森帶隊的的友誼賽，客隊小勝2-1。尼爾球場是因希斯堡慘劇而發表的「泰萊報告書」（Taylor Report）後建成的首個全坐席球場，亦是倫敦自1937年後首個為職業球隊建成的新足球場。
2012年夏季米禾爾將「主西看台」（main west stand）以已故名宿巴里·基特希纳（Barry Kitchener）為名，命名為「巴里·基特希纳看台」（The Barry Kitchener Stand）。

## 其他活動
1994年尼爾球場安排上演一場拳击賽事，土生土長的邁克爾·本特（Michael Bentt）對赫比埃·海德（Herbie Hide）衛冕其WBO世界重量級冠軍以失敗告終，這亦是本特最後一場賽事，賽後他被急送到醫院，因腦部受創獲告之以後不可再上擂台。
2006年5月1日尼爾球場主辦由阿仙奴女子隊對列斯卡內基女子隊的英格蘭女子足總盃決賽，阿仙奴以5-0大勝奪冠。曾經有兩場國際足球賽在尼爾球場上演，2007年8月21日加納1-1賽和塞內加爾；2009年2月11日牙買加亦在這裡0-0賽和尼日利亞。

### 電視劇及廣告
尼爾球場經常作為電影、電視及廣告的拍攝場地，它是英國天空廣播电视剧《夢幻球隊》（Dream Team）中虛擬球隊「夏徹斯特聯」（Harchester United）的主場「The Dragons Lair」的真身。亦曾在英國獨立電視台的《史前逃龍》中出現。2008年3月一場米禾爾對的主場賽事成為《比爾》（The Bill）其中一集的場景。同樣在2008年3月，體育用品生產商耐吉（Nike）亦借用尼爾球場三日三夜拍攝「Take It To The Next Level」廣告。2010年「奇巧巧克力」（Kit Kat）的「Cross your Fingers」廣告採用在阿仙奴、韋斯咸及米禾爾的尼爾球場拍攝的片段構成。

### 名人六人足球賽
2008年5月18日尼爾球場主辦「撒瑪利亞會名人六人足球賽」（Samaritans Celebrity Soccer Sixes），歌影視紅星在尼爾球場落場參賽，是少數由非英超球會主辦這項每年一度的盛事。英格蘭獨立搖滾樂隊「Babyshambles」以2-3負於「Faithless」衛冕失敗；而女子組則由來自巴西的「Cansei de Ser Sexy」奪得后冠。約有150位名人參與善舉為撒瑪利亞會籌款，包括小飛俠（McFly）、史班杜芭蕾（Spandau Ballet）主音湯尼·哈德利（Tony Hadley）、艾米·怀恩豪斯（Amy Winehouse）及前米禾爾球員泰利·靴洛克（Terry Hurlock）等。

## 外部連結
- Millwall's official site （页面存档备份，存于）
- footballgroundguide.com:Millwall
- The Den at the Internet Football Ground Guide
- Picture Gallery Den on londonfootballguide.com